# 지크와 루터
《지크와 루터》(영어: Zeke and Luther 지크 앤드 루서[*])는 2009년 6월 15일부터 2012년 4월 2일까지 디즈니 XD에서 방영된 미국의 텔레비전 시트콤이다. 캘리포니아주 길로이의 가상 지역 퍼시픽테라스에 사는 두 고등학생 단짝 친구들이 세계 최고의 스케이트보더가 되려고 노력하는 이야기이다.

## 출연진
메인
- 허치 데이노 - 지크 팰콘 역
- 애덤 힉스 - 루서 제롬 와플스 역
- 대니얼 커티스 리 - 코닐리어스 "코조" 존즈워스 역
- 라이언 뉴먼 - 진저 팰콘 역